# Mine (Waffe)
Eine Mine ist eine Explosionswaffe, deren Sprengladung durch einen Zünder zur Explosion gebracht wird. Minen werden einzeln oder als Minensperre im Gelände (Landminen) oder im Wasser gegen Schiffe und U-Boote (Seeminen) verlegt; Haftminen werden an Schiffen oder Landfahrzeugen angebracht.
Eine Mine ist eine spezielle Sprengfalle. Die Auslösung geschieht meist durch Berührungsdruck, zum Teil aber auch durch Stolperdrähte, elektronische Sensoren oder durch Fernzündung.
Die Minensuche und die Minenräumung erfolgen durch entsprechend ausgebildete Kräfte mit spezieller Technik.